# Rob Holding
Robert Samuel Holding (Stalybridge, 20 de setembro de 1995), é um futebolista inglês que atua como zagueiro. Atualmente joga no Colorado Rapids.

## Carreira

### Bolton Wanderers
Holding nasceu e foi criado em Stalybridge, em Manchester. Começou sua carreira aos 7 anos de idade jogando pelo Bolton, e foi progredindo pelas categorias de base do time. Em março de 2015 foi emprestado ao Bury. Holding fez sua estreia pelo Bury em 3 de abril de 2015 em uma vitória pelo placar de 2–0 contra o Cambridge United. Sua estreia pelo Bolton aconteceu em 11 de agosto de 2015 em uma derrota pelo placar de 1–0 contra o Burton Albion. Marcou o seu primeiro gol pelo Bolton em 23 de janeiro de 2016 contra o Milton Keynes, a partida terminou 3–1 para o Bolton.

### Arsenal
Em 22 de julho de 2016, Holding acertou a sua ida para o Arsenal. Devido as lesões dos zagueiros Per Mertesacker e Gabriel Paulista, Holding foi chamado para fazer a sua estreia na primeira rodada da Premier League de 2016–17 contra o Liverpool, o qual o Arsenal perdeu por 4–3. Fez sua estreia na Liga dos Campeões da UEFA na vitória do Arsenal por 4–1 diante do Basel, em 7 de dezembro de 2016.

## Títulos
Arsenal
- Copa da Inglaterra: 2016–17
- Supercopa da Inglaterra: 2017, 2020, 2023

Inglaterra Sub-21
- Torneio Internacional de Toulon: 2016